# Le Livre de Marie
Pour plus de détails, voir Fiche technique et Distribution.
Le Livre de Marie est un court métrage franco-suisse réalisé en 1984 par Anne-Marie Miéville, troisième épouse de Jean-Luc Godard. Ce court métrage a été écrit de manière à servir de complément au long métrage de Godard Je vous salue, Marie, variation poétique et érudite sur les textes de l'évangile.

## Synopsis
Le Livre de Marie présente la vie d'une enfant, Marie, perturbée par le divorce de ses parents. Elle tente de se consoler en écoutant l'adagio de la symphonie n° 9 de Gustav Mahler, mais ne parviendra finalement pas à trouver la paix. Ici commence le film de Jean-Luc Godard, qui reprend le personnage de Marie, mais au moment où elle rencontre Joseph.
L'action, transposée dans une Suisse contemporaine, n'est pas le point essentiel d'un film difficilement réductible à un résumé. Il vaut surtout pour son élan poétique et lyrique, ses références érudites (parfois obscures) et ses images, particulièrement soignées (prédominance des tons rouge vif, par exemple).

## Distribution
- Bruno Cremer : le Père
- Aurore Clément : la Mère
- Rebecca Hampton : Marie
- Copi : le voyageur
- Valentine Mercier : une petite Fille
- Cléa Rédalier : une petite Fille